# Jedlicze
Jedlicze é um município da Polônia, na voivodia da Subcarpácia e no condado de Krosno. Estende-se por uma área de 10,6 km², com 5 761 habitantes, segundo os censos de 2017, com uma densidade de 543,5 hab/km².